# Bahnstrecke Perham Junction–Barnjum
| Streckenlänge: | 5½ km               |                    |                    |
| Spurweite: | 610 mm (2-Fuß-Spur) |                    |                    |
| Zweigleisigkeit: | –                   |                    |                    |
| |                     |                    |                    |
| Gesellschaft: | SR&RL               |                    |                    |
| \| \| \| von Marbles \| \| \| \| 0 \| Perham Junction ME \| Perham Junction ME \| \| \| \| nach Farmington \| \| \| \| \| Perham \| \| \| \| \| Dodge's Siding \| \| \| \| 5½ \| Barnjum ME \| Barnjum ME \| |                     |                    |                    |
| Strecke (außer Betrieb) |                     | von Marbles        | von Marbles        |
| Bahnhof (Strecke außer Betrieb) | 0                   | Perham Junction ME | Perham Junction ME |
| Abzweig geradeaus und nach rechts (Strecke außer Betrieb) |                     | nach Farmington    | nach Farmington    |
| Dienststation / Betriebs- oder Güterbahnhof (Strecke außer Betrieb) |                     | Perham             | Perham             |
| Dienststation / Betriebs- oder Güterbahnhof (Strecke außer Betrieb) |                     | Dodge's Siding     | Dodge's Siding     |
| Betriebs-/Güterbahnhof Streckenende (Strecke außer Betrieb) | 5½                  | Barnjum ME         | Barnjum ME         |

Die Bahnstrecke Perham Junction–Barnjum ist eine Eisenbahnstrecke in Maine (Vereinigte Staaten). Sie ist rund 5,5 Kilometer lang. Die Strecke war in der Spurweite von zwei Fuß (610 mm) gebaut und ist vollständig stillgelegt.
Zur Anbindung eines größeren Holzfällercamps in Barnjum baute die Sandy River and Rangeley Lakes Railroad 1912 eine Stichstrecke, die in Perham Junction von der Hauptstrecke abzweigte und steil bergan in östliche Richtung bis ins Dorf Barnjum führte. Die Strecke diente hauptsächlich dem Abtransport von Holz sowie dem Transport der Holzfäller zu den Camps. Planmäßigen Personenverkehr gab es nicht. Bis 1923 war die Bahngesellschaft sowie die Strecke in Besitz der Maine Central Railroad. Am 8. Juli 1932 stellte die Bahngesellschaft den Gesamtbetrieb auf ihrem Streckennetz ein. Ein Teil der Strecken wurde zwar im darauffolgenden Jahr wiedereröffnet, der Abzweig nach Barnjum jedoch nicht. Er wurde 1934 abgebaut.